# Пэдурару, Анжела
Анжела Пэдурару (рум. Angela Păduraru; 6 июня 1938, с. Немцены (ныне Хынчештского района Молдавии) — 26 июля 1995, Кишинёв) — молдавская и советская певица, исполнительница народных песен, заслуженная артистка Молдавской ССР (1976). Одна из самых популярных певиц Молдавии 1960—1970 годов.

## Биография
Специального музыкального образования не получила.
С 1961 года пела в хоровой капелле «Дойна»; в 1962—1963 — солистка ансамбля Кишиневской филармонии; в 1971—1984 — солистка народного оркестра «Фольклор» Кишиневского радиотелевидения.
В 1984—1985 — певица камерной капеллы Гостелерадио Молдовы.
Пропагандировала молдавский фольклор, исполняла особо сложный жанр баллады.
В фондах Гостелерадио хранится около 200 записей песен в её исполнении.

## Избранный репертуар
- «Trandafiri și doi bujori»,
- «Dor mi-i puiule de tine»,
- «Ora despărțirii»,
- «Mierlița când e bolnavă»,
- «Te văzui neicuță-n poartă»,
- «Are mama opt feciori»,
- «Mamă eu te las cu drag»,
- «Pasăre cu pene lungi»,
- «Dacă vântul te alină»,
- «Zi-i bade, cu fluierul»,
- «Vale, vale și iar vale» и др.

Похоронена на Центральном (Армянском) кладбище в Кишинёве.

## Память
- Одна из улиц Кишинёва названа именем Анжелы Пэдурару.
- В родном селе установлен бюст певицы и проводится ежегодный фестиваль «Анжела Пэдурару».
- В 2013 году, в ознаменование 75-летия певицы, Почта Молдовы выпустила марку с её изображением.